# Bebru pagasts
Bebru pagasts er en territorial enhed i Kokneses novads i Letland. Pagasten havde 1.307 indbyggere i 2010 og omfatter et areal på 120,20 kvadratkilometer. Hovedbyen i pagasten er Vecbebri.